# Cleomenische Oorlog
De Cleomenische Oorlog werd gevochten tussen Sparta en haar bondgenoot, Elis, tegen de Achaeïsche Bond en Macedonië. De oorlog eindigde met een overwinning voor de Achaeërs en de Macedoniërs.
In 235 v.Chr. besteeg Cleomenes III de troon van Sparta en begon zijn heerschappij met het herstellen van de traditionele Spartaanse discipline en het verzwakken van de macht van de eforen. Toen de eforen in 229 v.Chr. Cleomenes zonden om een stad in te nemen aan de grens van Megalopolis, verklaarden de Achaeërs hem de oorlog. Cleomenes antwoordde door Achaea te plunderen. In de slag bij de berg Lycaeum versloeg hij hun leger onder leiding van Aratos van Sikyon, de strategos van de Achaeïsche Bond, dat gezonden was om Elis aan te vallen, en daarna dreef Cleomenes een tweede leger bij Megalopolis.
Snel daarna versloeg hij de Achaeïsche garnizoenen in Arcadië voor hij een andere Achaeïsch leger verpletterend versloeg bij Dyme. Vrezend voor de groeiende macht van de Spartanen, riep Aratos de hulp van Antigonos III Doson in. Als ruil voor de Macedonische hulp zouden de Achaeërs de citadel van Korinthe aan Antigonos geven. Cleomenes viel uiteindelijk Achaea binnen, en veroverde Korinthe en Argos, maar moest zich terugtrekken naar Laconië toen Antigonos aankwam op de Peloponnesos. Cleomenes vocht tegen de Achaeërs en de Macedoniërs in de slag bij Sellasia, waarbij de Spartanen op de vlucht werden gejaagd. Hierna vluchtte Cleomenes naar zijn bondgenoot, Ptolemaeus III, waar hij uiteindelijk zelfmoord pleegde na een mislukte opstand tegen de nieuwe farao, Ptolemaeus IV.